# The Society
Pour le film américain réalisé par Brian Yuzna sorti en 1989, voir Society (film).
The Society ou La Société au Québec (The Society) est une série télévisée dramatique à énigme américaine de dix épisodes entre 48 et 61 minutes, créée par Christopher Keyser et diffusée le 10 mai 2019 sur Netflix. Il s’agit d’une version contemporaine de l’œuvre classique Sa Majesté des mouches (Lord of the Flies) de William Golding, et librement inspiré de la série de romans Gone de Michael Grant.

## Synopsis
Dans une ville cossue du Connecticut, un groupe d'adolescents lutte pour survivre et recréer une société, après avoir été mystérieusement transportés dans ce qui semble être une reproduction de leur ville coupée du monde et sans aucun parent ni autre adulte.

## Distribution

### Personnages principaux
- Kathryn Newton (VF : Kelly Marot) : Allie Pressman
- Gideon Adlon (VF : Jessica Barrier) : Becca Gelb
- Sean Berdy (VF : Adrien Larmande) : Sam Eliot
- Natasha Liu Bordizzo (VF : Marie Chevalot) : Helena Wu
- Jacques Colimon (VF : Gabriel Bismuth-Bienaimé) : Will LeClair
- Olivia DeJonge (VF : Cindy Lemineur) : Ellie « Elle » Tomkins
- Alex Fitzalan (VF : Fabrice Trojani) : Harry Bingham
- Kristine Froseth (VF : Maryne Bertieaux) : Kelly Aldrich
- José Julián (VF : Benjamin Bollen) : Gordie
- Alex MacNicoll (VF : Alexandre Nguyen) : Luke
- Toby Wallace (VF : Hervé Grull) : Campbell Eliot
- Rachel Keller (VF : Anne-Charlotte Piau) : Cassandra Pressman (épisodes 1 à 3)
- Jack Mulhern (VF : Bruno Méyère) : Gareth « Grizz » Visser
- Emilio Garcia-Sanchez (VF : Jim Redler) : Jason
- Spencer House : Clark
- Salena Qureshi (VF : Clara Soares) : Bean

### Personnages secondaires
- Grace Victoria Cox (VF : Zina Khakhoulia) : Lexie
- Naomi Oliver (VF : Cindy Lemineur)  : Olivia
- Olivia Nikkanen : Gwen
- Benjamin Breault : Blake
- Kelly Golden : Marnie
- Kiara Pichardo : Madison Russo
- Matisse Rose : Jessica
- Madeline Logan (VF : Chantal Macé) : Gretchen
- Peter Donahue : Shoe
- Damon J. Gillespie : Mickey
- Seth Meriwether : Greg Dewey
- Ryan Doyle : le garçon de la bande
- Haley Lanzoni : Jesse

Source et légende : Version française (VF)  sur RS Doublage

## Production

### Développement
Le 24 juillet 2018, Netflix annonce qu’elle a donné carte blanche à la série, créée par Christopher Keyser qui en est également scénariste et producteur délégué avec Marc Webb ; ce dernier est réalisateur.
Le 9 juillet 2019, Netflix annonce le renouvellement de la série pour une deuxième saison, prévue pour 2020. Néanmoins, le tournage est repoussé en raison de la pandémie de Covid-19, ce qui pousse le service à revenir sur sa décision et annoncer l'annulation de la série le 21 août 2020. Dans un communiqué, Netflix dévoilera que la difficulté à réunir les nombreux acteurs de la série ainsi que l'augmentation du budget en raison des précautions à prendre à cause du virus sont les raisons qui ont entraînées cette décision.

### Choix des interprètes
En juillet 2018, il est annoncé que Kathryn Newton est engagée en tant qu’actrice principale.
En novembre 2018, Rachel Keller, Gideon Adlon, Jacques Colimon, Olivia DeJonge, Alex Fitzalan, Kristine Froseth, Jose Julian, Natasha Liu Bordizzo, Alex MacNicoll, Jack Mulhern, Salena Qureshi, Grace Victoria Cox, Sean Berdy et Toby Wallace rejoignent l’équipe de la série.

### Tournage
Le tournage pour la première saison a lieu à Lancaster au Massachusetts de septembre à novembre 2018.

### Fiche technique
Sauf indication contraire, les informations mentionnées dans cette section peuvent être confirmées par la base de données cinématographiques IMDb,  présente dans la section « Liens externes ».
- Titre original et français : The Society
- Titre québécois : La Société
- Création : Christopher Keyser
- Réalisation : Marc Webb ; Haifaa Al-Mansour et Tara Nicole Weyr
- Scénario : Christopher Keyser
- Direction artistique : Catherine Smith
- Décors : Gina B. Cranham
- Casting : Sharon Bialy et Gohar Gazazyan
- Photographie : Attila Szalay
- Montage : Farrel Levy et Philip Carr Neel
- Musique : Daniel Hart
- Production : Christopher Keyser et Marc Webb
- Société de distribution : Netflix
- Pays d’origine :  États-Unis
- Langues originales : anglais, langue des signes
- Format : couleur
- Genre : drame à énigme
- Durée : 48–61 minutes
- Date de diffusion :
  - Monde : 10 mai 2019 sur Netflix

## Épisodes

### Unique saison (2019)
L'unique saison est mise en ligne le 10 mai 2019.
1. Ce qui est arrivé (What Happened)
2. Notre ville (Our Town)
3. La Fin de l’enfance (Childhood's End)
4. Goutte à goutte (Drop by Drop)
5. Faire semblant (Putting on the Clothes)
6. Comme un p… de Dieu (Like a F-ing God or Something)
7. Les Règles d’Allie (Allie's Rules)
8. Poison (Poison)
9. De nouveaux noms (New Names)
10. Ça peut arriver (How it Happens)

## Les personnages
Cassandra Pressman (Rachel Keller)La grande sœur d’Allie, la première dirigeante de la ville de New Ham. De nature directive elle est rapidement en conflit permanent avec d'autres personnages, notamment avec Harry.
Allie Pressman (Kathryn Newton)La sœur de Cassandra. Elle est secrètement amoureuse de Will au début de la série. Elle est très fidèle à elle-même et ne laisse personne lui dire quoi faire.
Will LeClair (Jacques Colimon)Orphelin, Will s’implique dans la résolution des problèmes qui vont tomber sur les adolescents.
Harry Bingham (Alex Fitzalan)Un personnage fier et imbu de sa personne à cause de sa popularité et de celle de ses parents. Il est riche et possède beaucoup de biens (qui sont plutôt ceux de ces parents).
Kelly Aldrich (Kristine Froseth)Une jeune femme qui veut aider les autres et qui cherche à améliorer les conditions de vie dans le nouvel environnement des adolescents. Au début de la série, elle entretient une relation avec Harry.
Campbell Eliot (Toby Wallace)Frère de Sam et cousin de Cassandra et Allie, il a été diagnostiqué à son plus jeune âge d’un désordre mental. Il s’intéresse vite à Elle et s'en prend physiquement à elle.
Sam Eliot (Sean Berdy)Le frère sourd de Campbell, le cousin d’Allie et de Cassandra. Il tombe amoureux de Grizz. Il est aussi le meilleur ami de Becca.
Becca Gelb (Gideon Adlon)La meilleure amie de Sam enceinte mais nous ne connaissons pas l'identité du père.
Gareth « Grizz » Visser (Jack Mulhern)Il est plein de ressources, le littéraire et gentil du groupe. Il est amoureux de Sam.
Helena (Natasha Liu Bordizzo)La célèbre pieuse du groupe et petite-amie de Luke.
Luke (Alexander MacNicoll)Le petit-ami d’Helena et un des « gardes » d’Allie.
Elle Tomkins (Olivia DeJonge)La moins bavarde du groupe (elle ne les connaissait que « comme ça »), elle était seule et n'avait pas d'ami. Elle attire l’attention de Campbell.
Gordie (José Julián)Il est doué en science de la médecine et de l'analyse criminelle. Il est amoureux de Cassandra.
Bean (Salena Qureshi)C'est une amie de Gordie, elle est végétarienne et musulmane.

## Accueil

### Critiques
Le site agrégateur de revues américain Rotten Tomatoes obtient un niveau de confiance d'au moins 60 %. L'autre site de référence mondiale dans l'agrégation de revues Metacritic lui donne la note de 68 sur 100 pour quatre critiques, « généralement positives ».
Charles Martin du magazine Première souligne que c’est « un drama adolescent, politique et mystérieux, incarné par une excellente distribution ».
Le Parisien remarque que « le premier épisode de The Society est poussif et pose le cadre de la série de manière un peu brutale. L’intrigue, très librement inspirée du classique littéraire Sa Majesté des mouches de William Golding, s’améliore ensuite au fil des différents volets » et Pierre Langlais dans Télérama qu'« un premier épisode qui frôle le ridicule, et qui ne donne guère envie de voir la suite. Et pourtant, la suite est de meilleure facture, plus posée, plus proche de ses personnages, capables de bonnes idées (…) et de développer des réflexions pas inintéressantes (…) sur l’identité, la démocratie ou les rapports entre femmes et hommes. (…) Mais ce qui aurait pu être une catastrophe s’avère finalement un drame ado honorable, qui a le bon goût de laisser à la marge son côté fantastique déjà vu pour exploiter ses jeunes héros. »